# Xiashan, Zhejiang
Xiashan (kinesiska: 峡山, 强蛟镇) är en köpinghuvudort i Kina. Den ligger i provinsen Zhejiang, i den östra delen av landet, omkring 160 kilometer sydost om provinshuvudstaden Hangzhou. Antalet invånare är 18 214. Befolkningen består av 8 045 kvinnor och 10 169 män. Barn under 15 år utgör 12,0 %, vuxna 15-64 år 78 %, och äldre över 65 år 9,0 %.
Runt Xiashan är det tätbefolkat, med 266 invånare per kvadratkilometer. Närmaste större samhälle är Chunhu, 12,7 km norr om Xiashan. 
Genomsnittlig årsnederbörd är 1 837 millimeter. Den regnigaste månaden är juni, med i genomsnitt 338 mm nederbörd, och den torraste är januari, med 56 mm nederbörd.